# 前馈
前馈（Feedforward）是文學評論者瑞恰慈（I. A. Richards）在1951年參加第8屆梅西會議時發明的詞語。
会议中，瑞恰慈描述前馈是溝通前提供相關的语用：前馈是控制论及自動控制人士稱為反馈（feedback）的必要條件的相反情形。
控制论社群很快就吸收了這個名詞，並且有相關的發展。因此這個詞就應用在許多更專門的領域中。例如控制系統、管理学、神經網路、认知科学及行为科学。

## 前馈在不同領域的應用

### 控制
前饋控制是控制系統中的一種控制方式，是以系統中的干擾量測，或是其他預定義信號，來產生信號來控制系統輸出。前饋控制和回授不同，回授是用系統的輸出量測，來控制系統。

### 管理
在管理中的前饋是在組織中期望其他人提供回饋時，提供給對方的訊息。它起源于Marshall_Goldsmith的贡献但含义另有发展。

### 神經網路
前馈神经网络是人工神經網路中的一種。

### 行為及認知科學
前饋是有關學習的概念，是提供理想行為的概念，並鼓勵對方調整。